# 99 Revolutions Tour
Il 99 Revolutions Tour è stata una tournée della band punk rock statunitense Green Day, in seguito all'uscita della trilogia ¡Uno! ¡Dos! ¡Tré! e originariamente chiamato ¡Uno!, ¡Dos!, ¡Tré! Tour.
Già dal 2011 la band ha suonato in vari "secret shows", il primo fra tutti in California, al Tiki bar, il 14 agosto 2011 dove suonarono nuove canzoni della loro trilogia. L'ultimo di questi "secret shows" è stato durante il Reading Festival (UK) il 25 agosto 2012.
La data d'esordio del 99 Revolutions Tour è stata all'Echoplex di Los Angeles il 6 agosto 2012.
Il 15 settembre 2012 la band suonò a New York presso l'Irving Plaza. Registrato, fu posto sul canale ufficiale YouTube della band.
Durante l'esibizione all'iHeartRadio music festival il 21 settembre 2012 a Las Vegas, Armstrong, il frontman dei Green Day, sfasciò la sua chitarra (e lo stesso fece il bassista Mike Dirnt) perché era stato concesso al gruppo meno tempo del previsto per suonare (l'esibizione durò 20 minuti e non 45 come doveva essere). Due giorni dopo, Armstrong fu ricoverato in riabilitazione (fino a gennaio 2013).
Durante questo tour la band ha utilizzato, come musica di ingresso, la colonna sonora del film Il buono, il brutto, il cattivo di Ennio Morricone.
Diverse date furono spostate a marzo, mentre altre furono cancellate.

## Date del tour

### Secret Shows
| Data              | Città         | Paese       | Luogo                      |
| ----------------- | ------------- | ----------- | -------------------------- |
| 14 agosto 2011    | Costa Mesa    | Stati Uniti | Tiki Bar                   |
| 22 settembre 2011 | Oakland       | Stati Uniti | 1-2-3-4 Go! Records        |
| 27 ottobre 2011   | New York      | Stati Uniti | The Studio at Webster Hall |
| 1º novembre 2011  | San Francisco | Stati Uniti | Mezzanine                  |
| 17 novembre 2011  | Austin        | Stati Uniti | Red7                       |
| 9 dicembre 2011   | Oakland       | Stati Uniti | Oracle Arena               |

### 99 Revolutions Tour
| Data              | Città               | Paese       | Luogo                                                     |
| ----------------- | ------------------- | ----------- | --------------------------------------------------------- |
| Nord America      |                     |             |                                                           |
| 6 agosto 2012     | Los Angeles         | Stati Uniti | Echoplex                                                  |
| Asia              |                     |             |                                                           |
| 16 agosto 2012    | Tokyo               | Giappone    | Shibuya-AX                                                |
| 18 agosto 2012    | Chiba               | Giappone    | Chiba Marine Stadium                                      |
| 19 agosto 2012    | Osaka               | Giappone    | Maishima Sports Island                                    |
| Europa            |                     |             |                                                           |
| 23 agosto 2012    | Londra              | Regno Unito | O2 Shepherds Bush Empire                                  |
| 25 agosto 2012    | Reading             | Regno Unito | Little John's Farm                                        |
| 26 agosto 2012    | Parigi              | Francia     | Domaine National de Saint-Cloud                           |
| 29 agosto 2012    | Mönchengladbach     | Germania    | Warsteiner HockeyPark                                     |
| 30 agosto 2012    | Berlino             | Germania    | Waldbühne                                                 |
| 1º settembre 2012 | Costanza            | Germania    | Bodenseestadion                                           |
| Nord America      |                     |             |                                                           |
| 15 settembre 2012 | New York            | Stati Uniti | Irving Plaza                                              |
| 21 settembre 2012 | Las Vegas           | Stati Uniti | MGM Grand Garden Arena                                    |
| 10 marzo 2013     | Pomona              | Stati Uniti | Pomona Fox Theater                                        |
| 11 marzo 2013     | Tempe               | Stati Uniti | Marquee Theatre                                           |
| 13 marzo 2013     | El Paso             | Stati Uniti | Tricky Falls                                              |
| 15 marzo 2013     | Austin              | Stati Uniti | Moody Theater                                             |
| 28 marzo 2013     | Rosemont            | Stati Uniti | Allstate Arena                                            |
| 29 marzo 2013     | Moline              | Stati Uniti | iWireless Center                                          |
| 31 marzo 2013     | Pittsburgh          | Stati Uniti | Consol Energy Center                                      |
| 1º aprile 2013    | Rochester           | Stati Uniti | Blue Cross Arena                                          |
| 3 aprile 2013     | Filadelfia          | Stati Uniti | Liacouras Center                                          |
| 4 aprile 2013     | Fairfax             | Stati Uniti | Patriot Center                                            |
| 6 aprile 2013     | Uncasville          | Stati Uniti | Mohegan Sun Arena                                         |
| 7 aprile 2013     | New York            | Stati Uniti | Barclays Center                                           |
| 9 aprile 2013     | Providence          | Stati Uniti | Dunkin' Donuts Center                                     |
| 11 aprile 2013    | Toronto             | Canada      | Air Canada Centre                                         |
| 12 aprile 2013    | Québec              | Canada      | Colisée Pepsi                                             |
| 16 aprile 2013    | Berkeley            | Stati Uniti | Hearst Greek Theatre                                      |
| 18 aprile 2013    | Los Angeles         | Stati Uniti | Los Angeles Memorial Sports Arena                         |
| Europa            |                     |             |                                                           |
| 22 maggio 2013    | Milano              | Italia      | Ohibò Club                                                |
| 24 maggio 2013    | Milano              | Italia      | Fiera Milano                                              |
| 25 maggio 2013    | Trieste             | Italia      | Piazza Unità d'Italia                                     |
| 27 maggio 2013    | Belgrado            | Serbia      | Kalemegdan                                                |
| 29 maggio 2013    | Vienna              | Austria     | Trabrennbahn Krieau                                       |
| 1º giugno 2013    | Londra              | Regno Unito | Emirates Stadium                                          |
| 5 giugno 2013     | Roma                | Italia      | Ippodromo delle Capannelle                                |
| 6 giugno 2013     | Casalecchio di Reno | Italia      | Unipol Arena                                              |
| 8 giugno 2013     | Norimberga          | Germania    | Stadion Nürnberg                                          |
| 9 giugno 2013     | Nürburg             | Germania    | Nürburgring                                               |
| 16 giugno 2013    | Landgraaf           | Paesi Bassi | Megaland Landgraaf                                        |
| 18 giugno 2013    | Łódź                | Polonia     | Atlas Arena                                               |
| 21 giugno 2013    | Mosca               | Russia      | Olimpijskij                                               |
| 23 giugno 2013    | San Pietroburgo     | Russia      | SKK Arena                                                 |
| 25 giugno 2013    | Tallinn             | Estonia     | Auditorium del Festival della Canzone Estone              |
| 26 giugno 2013    | Helsinki            | Finlandia   | Hietaniemi beach                                          |
| 28 giugno 2013    | Norrköping          | Svezia      | Brávellir                                                 |
| 30 giugno 2013    | Oslo                | Norvegia    | Ullevaal Stadion                                          |
| 2 luglio 2013     | Copenaghen          | Danimarca   | Refshaleøen                                               |
| 4 luglio 2013     | Werchter            | Belgio      | Werchter Festival Grounds                                 |
| 5 luglio 2013     | Arras               | Francia     | Citadelle d'Arras                                         |
| 7 luglio 2013     | Montreux            | Svizzera    | Montreux Music & Convention Centre, Auditorium Stravinsky |
| 8 luglio 2013     | Locarno             | Svizzera    | Piazza Grande                                             |
| 10 luglio 2013    | Nîmes               | Francia     | Arena di Nîmes                                            |
| 12 luglio 2013    | Oeiras              | Portogallo  | Passeio Marítimo de Alges                                 |
| 13 luglio 2013    | Bilbao              | Spagna      | Kobetamendi Bilbao                                        |
| 21 agosto 2013    | Londra              | Regno Unito | Brixton Academy                                           |
| 23 agosto 2013    | Reading             | Regno Unito | Little John's Farm                                        |
| 24 agosto 2013    | Wetherby            | Regno Unito | Bramham Park                                              |

Date cancellate o spostate
| 28 settembre 2012 | San Francisco (California)     | The Fillmore                     | Cancellato                  |
| 27 ottobre 2012   | New Orleans (Louisiana)        | Voodoo Experience                | Cancellato                  |
| 26 novembre 2012  | Seattle (Washington)           | Paramount Theatre                | Cancellato                  |
| 27 novembre 2012  | Kennewick (Washington)         | Toyota Center                    | Cancellato                  |
| 29 novembre 2012  | Salem (Oregon)                 | Salem Armory Auditorium          | Cancellato                  |
| 1º dicembre 2012  | Sacramento (California)        | Memorial Auditorium              | Cancellato                  |
| 2 dicembre 2012   | Reno (Nevada)                  | Reno Grand Theatre               | Cancellato                  |
| 4 dicembre 2012   | Santa Cruz (California)        | Santa Cruz Civic Auditorium      | Cancellato                  |
| 10 dicembre 2012  | Tempe                          | Marquee Theatre                  | Cancellato                  |
| 7 gennaio 2013    | Green Bay (Wisconsin)          | Resch Center                     | Cancellato                  |
| 8 gennaio 2013    | Rosemont, Illinois             | Allstate Arena                   | Spostato al 28 marzo 2013   |
| 10 gennaio 2013   | Wilkes-Barre (Pennsylvania)    | Mohegan Sun Arena at Casey Plaza | Cancellato                  |
| 11 gennaio 2013   | University Park (Pennsylvania) | Bryce Jordan Center              | Cancellato                  |
| 13 gennaio 2013   | Rochester, New York            | Blue Cross Arena                 | Spostato al 1º aprile 2013  |
| 14 gennaio 2013   | Pittsburgh, Pennsylvania       | CONSOL Energy Center             | Spostato al 31 marzo 2013   |
| 16 gennaio 2013   | Brooklyn, New York             | Barclays Center                  | Spostato al 7 aprile 2013   |
| 18 gennaio 2013   | Manchester (New Hampshire)     | Verizon Wireless Arena           | Cancellato                  |
| 19 gennaio 2013   | Uncasville, Connecticut        | Mohegan Sun Arena                | Spostato al 6 aprile 2013   |
| 21 gennaio 2013   | Fairfax, Virginia              | Patroit Center                   | Spostato al 4 aprile 2013   |
| 22 gennaio 2013   | Filadelfia, Pennsylvania       | Liacorus Center                  | Spostato al 3 aprile 2013   |
| 24 gennaio 2013   | Providence, Rhode Island       | Dunkin' Donuts Center            | Spostato al 9 aprile 2013   |
| 25 gennaio 2013   | Portland (Maine)               | Cumberland County Civic Center   | Cancellato                  |
| 27 gennaio 2013   | Québec                         | Colisée Pepsi                    | Spostato al 12 aprile 2013  |
| 29 gennaio 2013   | Toronto, Ontario               | Air Canada Centre                | Spostato all'11 aprile 2013 |
| 30 gennaio 2013   | Cleveland (Ohio)               | Wolstein Center                  | Cancellato                  |
| 1º febbraio 2013  | Moline, Illinois               | i wireless Center                | Spostato al 29 marzo 2013   |
| 2 febbraio 2013   | Madison (Wisconsin)            | Alliant Energy Center            | Cancellato                  |
| 4 febbraio 2013   | Omaha (Nebraska)               | CenturyLink Center               | Cancellato                  |
| 6 febbraio 2013   | Broomfield (Colorado)          | 1stBank Center                   | Cancellato                  |
| 8 febbraio 2013   | Las Vegas                      | MGM Grand Garden Arena           | Cancellato                  |

## Membri
- Billie Joe Armstrong – Frontman, Voce, Prima chitarra
- Mike Dirnt – Basso, Cori
- Tré Cool – Batteria, Percussioni
- Jason White – Chitarra solista, Cori
- Jason Freese – Tastiera, Pianoforte, Sax, Cori
- Jeff Matika – Chitarra, Cori

## Scaletta
1,039/Smoothed Out Slappy Hours
- "Going to Pasalacqua"
- "409 in Your Coffeemaker"
- "Only of You"
- "At the Library"
- "Disappearing Boy"
- "Paper Lanterns"
- "Knowledge"

Kerplunk
- "Welcome to Paradise"
- "2000 Light Years Away"
- "Christie Road"
- "Dominated Love Slave"

Dookie
- "Basket Case"
- "She"
- "Longview"
- "Burnout"
- "When I Come Around"
- "All By Myself"
- "F.O.D."
- "Coming Clean"
- "Having a Blast"
- "Chump"
- "Welcome to Paradise"
- "Pulling Teeth"
- "Sassafras Roots"
- "Emenius Sleepus"
- "In The End"

Insomniac
- "Brain Stew"
- "Geek Stink Breath"
- "Stuck with Me"
- "Brat"
- "86"

Nimrod
- "Good Riddance (Time of Your Life)"
- "King for a Day"
- "Hitchin' a Ride"
- "Scattered"
- "Nice Guys Finish Last"

Warning
- "Minority"
- "Waiting"

International Superhits!
- "J.A.R. (Jason Andrew Relva)"

American Idiot
- "Holiday"
- "American Idiot"
- "St. Jimmy"
- "Letterbomb"
- "Wake Me Up When September Ends"
- "Give me Novacaine"
- "Boulevard of Broken Dreams"
- "Jesus of Suburbia"

21st Century Breakdown
- "Know Your Enemy"
- "Murder City"

¡Uno!
- "Oh Love"
- "Stay the Night"
- "Kill the DJ"
- "Nuclear Family"
- "Carpe Diem"
- "Rusty James"
- "Loss of Control"
- "Angel Blue"
- "Troublemaker"
- "Let Yourself Go"

¡Dos!
- "Stop When the Red Lights Flash"
- "Stray Heart"
- "Fuck Time"
- "Lady Cobra"
- "Amy"
- "Makeout Party"
- "Wild One"
- "Lazy Bones"

¡Tré!
- "99 Revolutions"
- "8th Avenue Serenade"
- "Missing You"
- "X-Kid"
- "Brutal Love"
- "Sex, Drugs & Violence"